# Équipe d'Estonie féminine de football
Cet article traite de l'équipe féminine. Pour l'équipe masculine, voir Équipe d'Estonie de football.
Maillots
L'équipe d'Estonie féminine de football est l'équipe nationale qui représente l'Estonie dans les compétitions internationales de football féminin. Elle est gérée par la Fédération estonienne de football.
L'Estonie joue son premier match officiel le 19 août 1994 à Kaunas contre la Lituanie (défaite 3-0). Les Estoniennes n'ont jamais participé à une phase finale de compétition majeure de football féminin, que ce soit le Championnat d'Europe féminin de football, la Coupe du monde ou les Jeux olympiques.

## Classement FIFA
| Année              | 2003 | 2004 | 2005 | 2006 | 2007 | 2008 | 2009 | 2010 | 2011 | 2012 | 2013 | 2014 | 2015 | 2016 | 2017 | 2018 | 2019 | 2020 | 2021 | 2022 | 2023 |
| ------------------ | ---- | ---- | ---- | ---- | ---- | ---- | ---- | ---- | ---- | ---- | ---- | ---- | ---- | ---- | ---- | ---- | ---- | ---- | ---- | ---- | ---- |
| Classement mondial | 78   | 84   | 84   | 93   | 91   | 88   | 76   | 79   | 77   | 78   | 71   | 74   | 82   | 80   | 77   | 98   | 94   | 96   | 108  | 91   | 98   |